# Magydaris panacifolia
Magydaris panacifolia es una especie de planta herbácea perteneciente a la familia de las apiáceas.

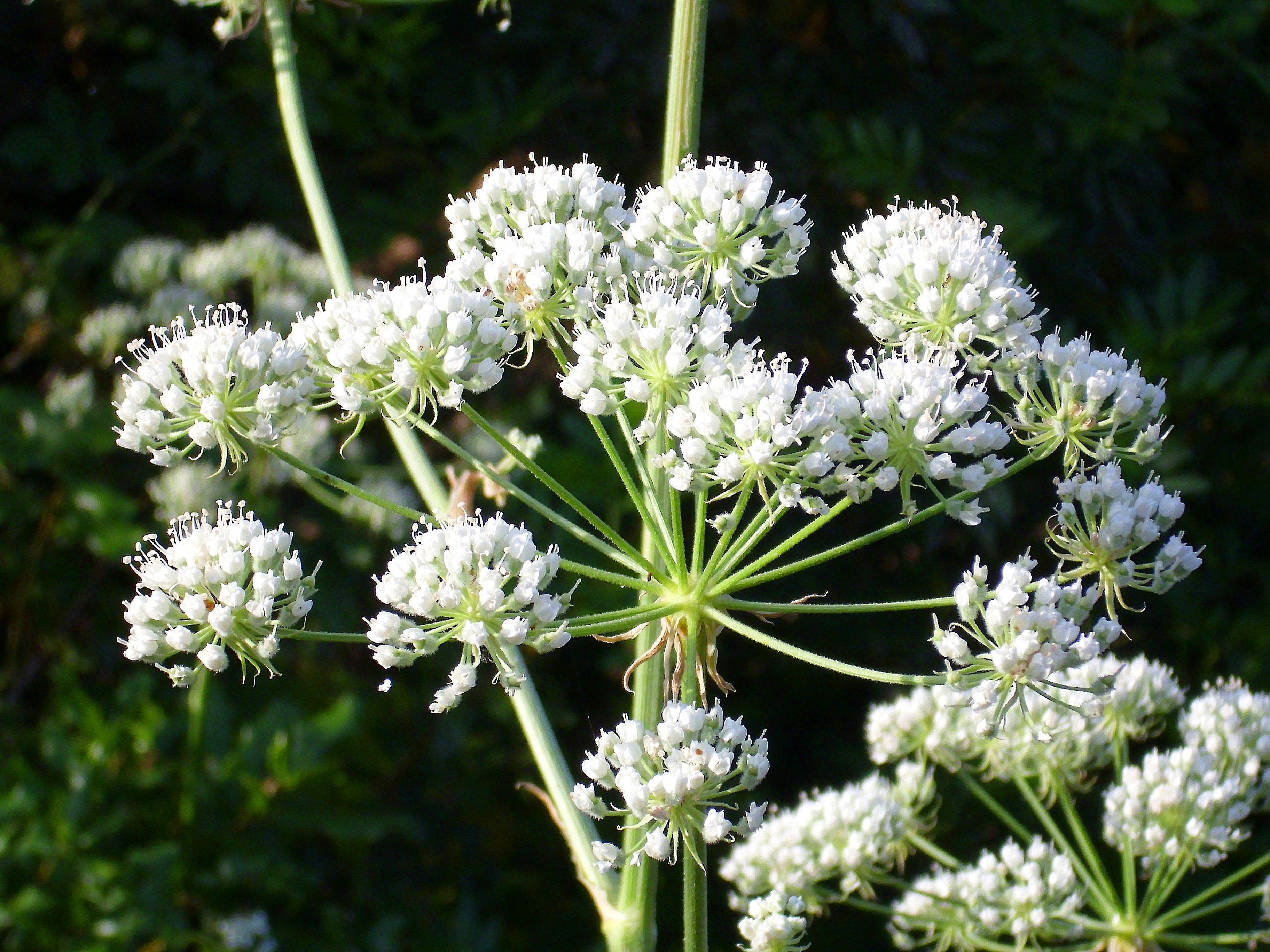
Detalle de la inflorescencia

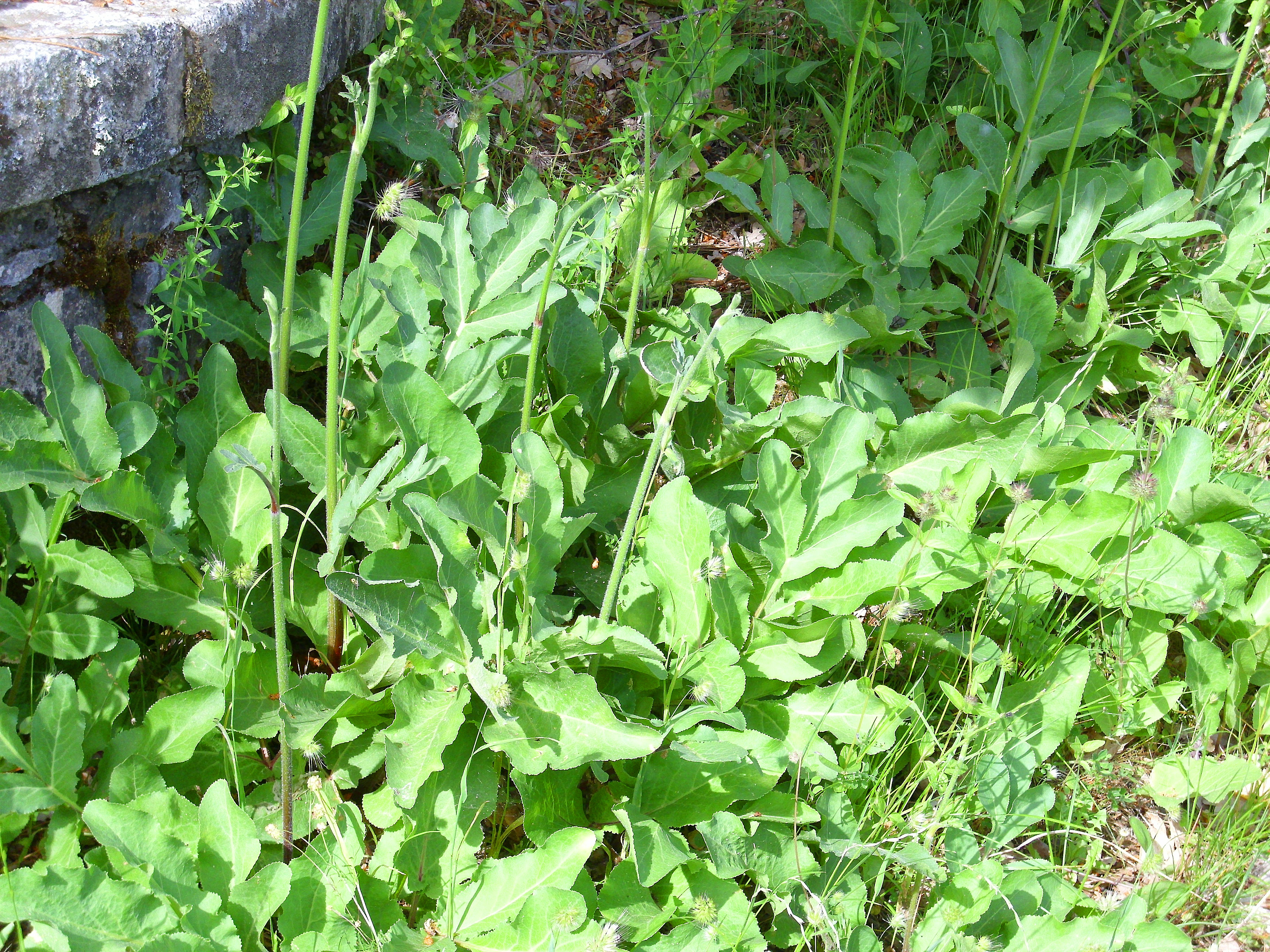
Vista de la planta

## Descripción
Es una hierba perenne, robusta. Tiene tallos de 0,6-2(2,5) m, ramificados en la parte superior, estriados, cubiertos de pelos finos, suaves. Hojas basales de 14-34 cm, indivisas o 1 vez pinnatisectas, híspidas solo en las venas por el envés, con 3-7(9) lóbulos, ovados, crenado-denticulados, obtusos, algunos decurrentes por el nervio medio; hojas caulinares con (3)5-7(9) lóbulos, de ordinario menores que las basales. Brácteas 6-16, de 10-25 mm, lanceoladas o linear-lanceoladas. Umbelas con 10-22(25) radios, pubescentes. Bractéolas 8-15, de 10-20 mm, semejantes a las brácteas, reflejas, con margen escarioso. Cáliz con dientes de 0,5-1 mm. Pétalos vilosos, sobre todo, en la cara externa. Estilos 1,9-4,5 mm, vilosos. Frutos 5,5-9,5 × 1,8-3 mm, vilosos. Tiene un número de cromosomas de 2n = 22.

## Distribución y hábitat
Se encuentra en lugares secos, cunetas, baldíos; a una altitud de 0-1100 metros en el SW y C de la región mediterránea –incluyendo el Norte de África (Argelia y Marruecos)–. Dispersa por la península ibérica, principalmente en su mitad occidental, en Sierra Norte, Aracena, Vega del Guadalquivir, Campiña Alta, Subbética, Grazalema y Algeciras.

## Taxonomía
Magydaris panacifolia fue descrita por Johan Martin Christian Lange y publicado en Prodr. Fl. Hispan. 3: 62 (1874)
Citología
Número de cromosomas de Magydaris panacifolia (Fam. Umbelliferae) y táxones infraespecíficos: 2n=22
Sinonimia
- Cachrys pastinacea Lam.
- Cachrys tomentosa Desf.
- Magydaris tomentosa (Desf.) W. D. J. Koch ex DC.[5]
- Athamanta panacifolia Spreng.
- Cachrys ambigua DC.
- Cachrys panacifolia Vahl
- Magydaris panacina DC.
- Magydaris pastinacea subsp. panacifolia (Vahl) O. Bolòs & Vigo[6]

## Nombre común
- Castellano: caña de San Juan, comino rústico, tuero.[6]